# Cicurina texana
Cicurina texana là một loài nhện trong họ Dictynidae.
Loài này thuộc chi Cicurina. Cicurina texana được Willis J. Gertsch miêu tả năm 1935.